# Kobi Baloul
Yaakov Baloul, detto Kobi (in ebraico קובי בלול‎?; Bat Yam, 5 febbraio 1973), è un ex cestista israeliano.

## Carriera
Con Israele ha partecipato ai Campionati europei del 1995.